# Lijst van kruislieveheren in Halle
Dit is een lijst van kruislieveheren in de Vlaams-Brabantse gemeente Halle.

## Beertsestraat-Bergensesteenweg
Dit kruislieveheer bevindt zich in de Vlaams-Brabantse gemeente Halle. Het is gelegen aan een spie gevormd door de Beertsestraat en de Bergensesteenweg.
Op deze spie staat een muur opgetrokken uit gele baksteen waaraan het kruis is bevestigd. Het houten Christusbeeld is al herhaaldelijk witgeschilderd. Onderaan het kruis hangt een bloembak en bovenaan bevindt zich een houten afdakje.

## Kruiskensheide bij nr. 2
Dit kruislieveheer bevindt zich in Lembeek, een deelgemeente van Halle. Het kruis is gelegen aan de Kruiskensheide bij huisnummer 2.
Op deze eeuwenoude kruising van paden staat al meer dan 150 jaar een kapel of kruis. Het huidige kruisbeeld dateert wellicht uit het interbellum.
Op het uitzonderlijk groot houten kruis is een witgeschilderd gietijzeren kruisbeeld bevestigd. De voet van het kruis staat op een sokkel met bloembak. Bovenaan was het kruis overkraagd met een houten afdakje. Achter het kruis staan groenblijvende bomen opgesteld als een scherm. Ook ervoor staan grotere bomen. Door dit overvloedige groen is het kruis anno 2023 moeilijk zichtbaar van ver. De bank die naast het kruis was geplaatst, is verdwenen.

## Dr. Spitaelslaan-Boslaan
Dit kruislieveheer bevindt zich in Lembeek, een deelgemeente van Halle. Het is gelegen aan de kruising van de Dr. Spitaelslaan en Boslaan.
Het houten calvariekruis, daterend uit de het midden van de 20e eeuw, staat op een verjongende sokkel van natuursteen, waarin een arduinen opschriftplaat is ingewerkt. Het verdiepte opschrift vermeldt: “HIJ HEEFT MIJ/ BEMIND EN IS VOOR MIJ OP HET/ KRUIS GESTORVEN//.

## Kasteelbrakelsesteenweg 180
Dit kruislieveheer bevindt zich in de Vlaams-Brabantse gemeente Halle. Het is bevestigd aan de gevel van het woonhuis gelegen aan de Kasteelbrakelsesteenweg 180.
Het is een relatief groot houten kruis met afdak waaraan een witgeschilderd houten kruisbeeld en INRI-vaandel is bevestigd. Op dezelfde gevel is ook een gedenkplaat aangebracht ter herinnering aan de Britse bommenwerper die hier op 22 maart 1944 neerstortte.

## Lenniksesteenweg 587
Deze kruislieveheer bevond zich in de Vlaams-Brabantse gemeente Halle en was gelegen in de tuin van de woning aan de Lenniksesteenweg 587. Het kruis werd ontmanteld en in afwachting van heroprichting wordt het bewaard bij de stad Halle.
De calvarie staat aangeduid op de topografische kaart van 1939 en werd in het eerste kwart van de negentiende eeuw opgericht. Nadat het huis op hetzelfde perceel werd verkocht, werd gevraagd aan de stad Halle om het kruis te verwijderen. In het voorjaar van 2023 werd de calvarie overgedragen aan de stad, die van plan is het te plaatsen op de Grote Weide langs de route van de Weg-Om. De kruislieveheer werd jarenlang door de buren onderhouden en geregeld geschilderd.
Het vol gietijzeren kruisbeeld is bevestigd op een groot houten kruis met een wit geschilderd opschrift INRI. Het kruis wordt beschut door een afdak met achterwand. Op een foto uit 1964 is te zien dat het beeld toen witgeschilderd was met uitzondering van de donkere haarpartij. Het kruis en de achterwand met afdak waren donker geschilderd. Het is geen stereotiepe voorstelling van Christus aan het kruis zoals die op in het interbellum aangetroffen wordt.

## Galerij

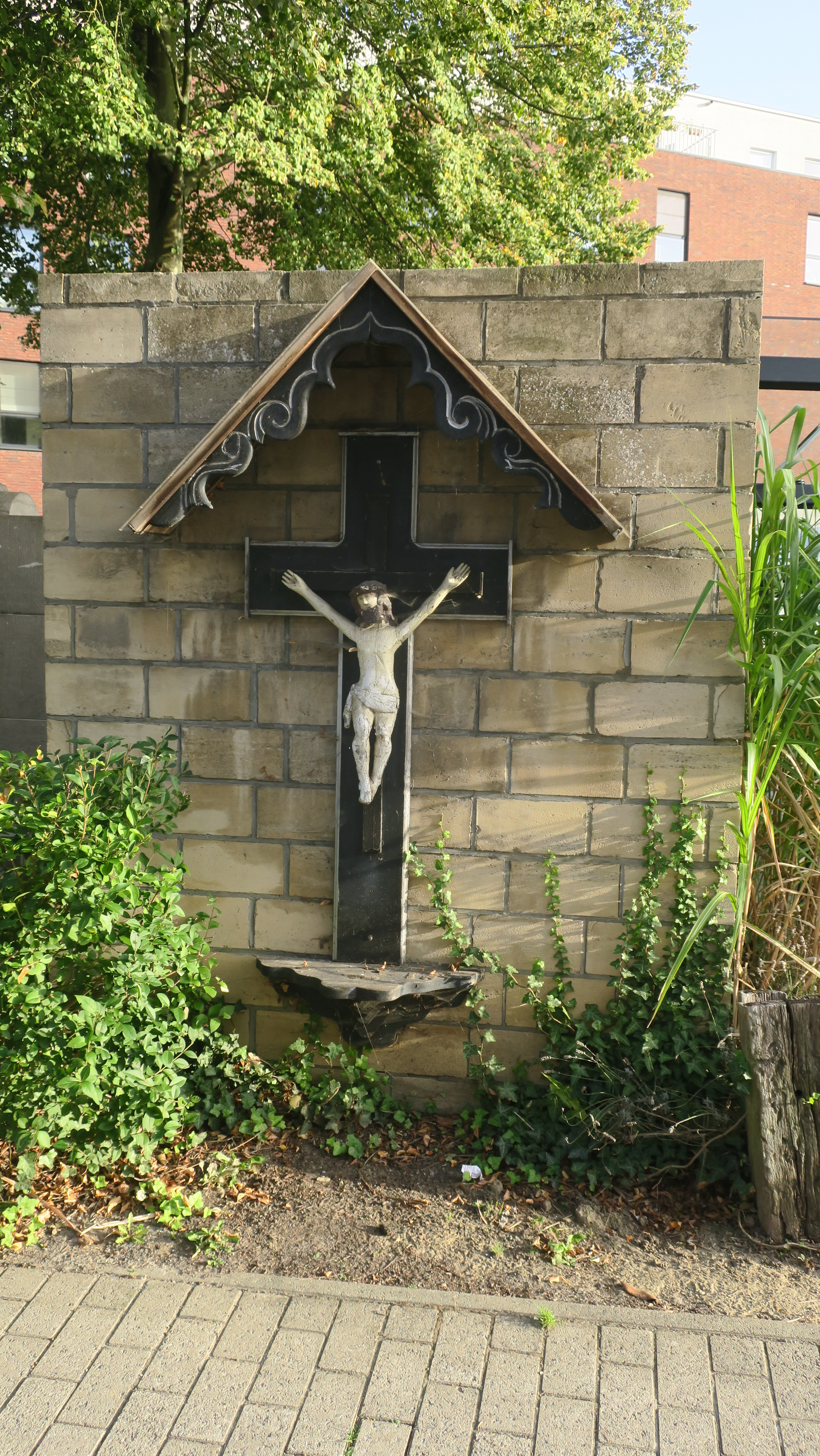
Beertsestraat-Bergensesteenweg
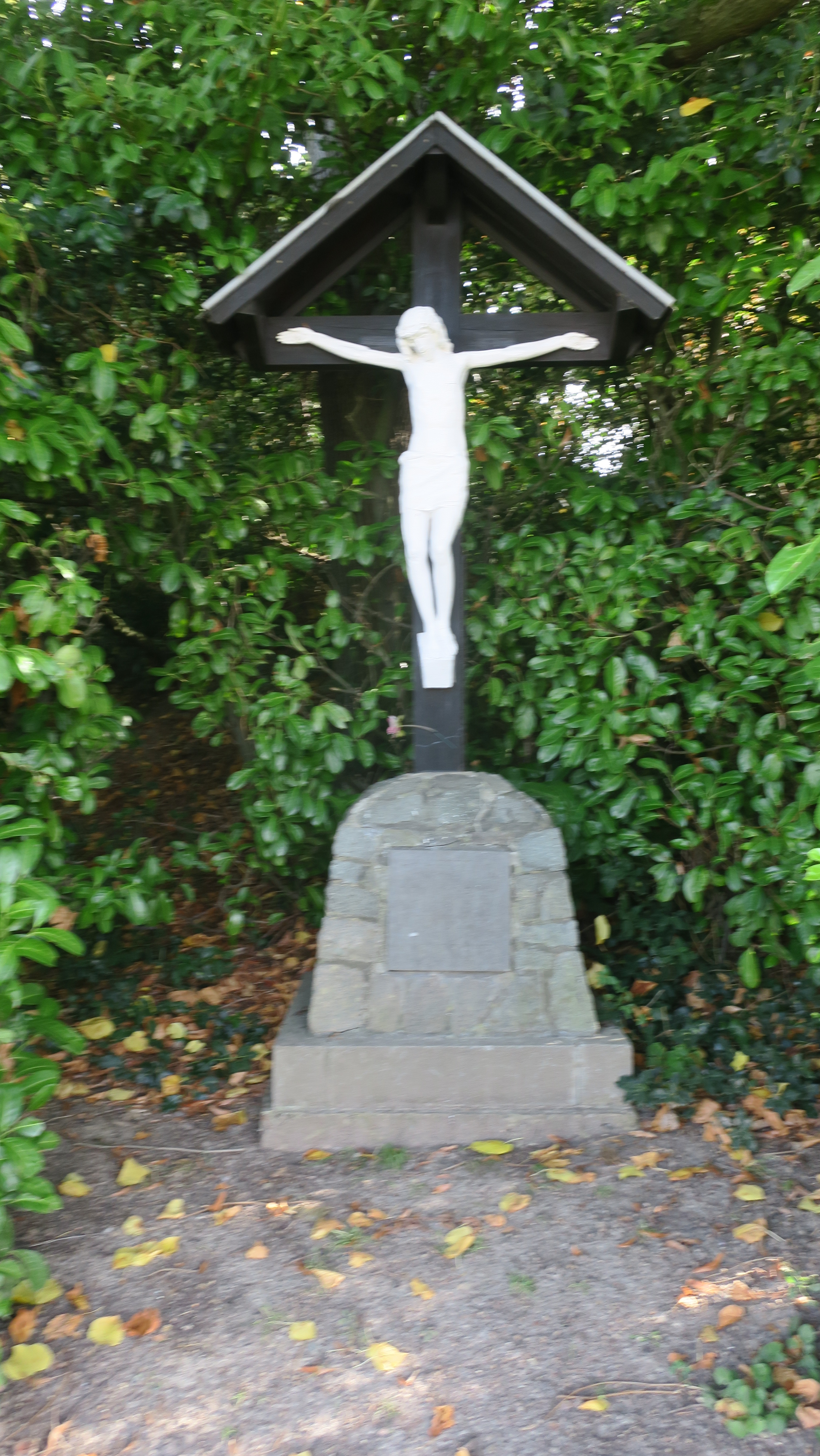
Dr. Spitaelslaan-Boslaan
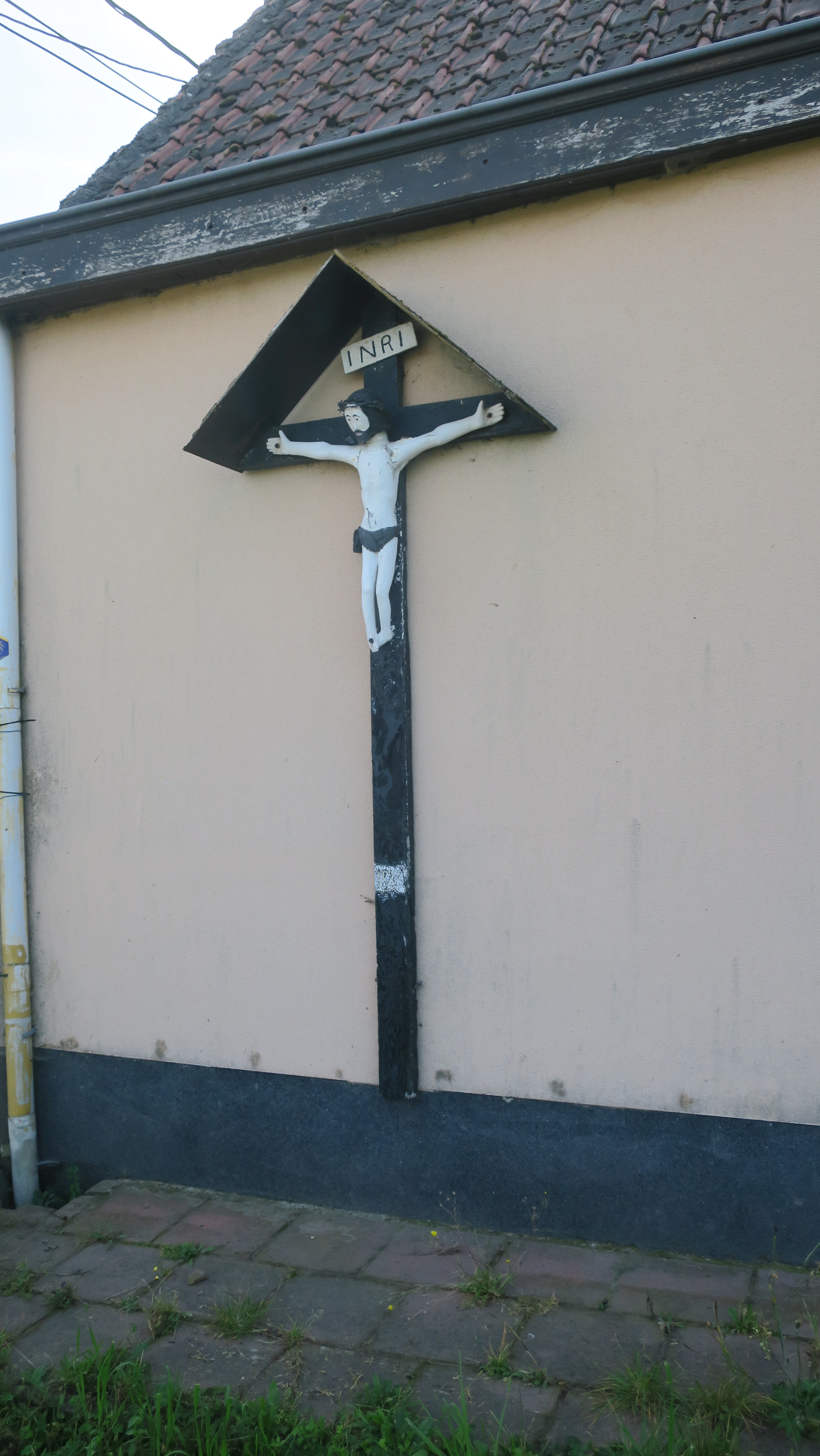
Kasteelbrakelsesteenweg 180
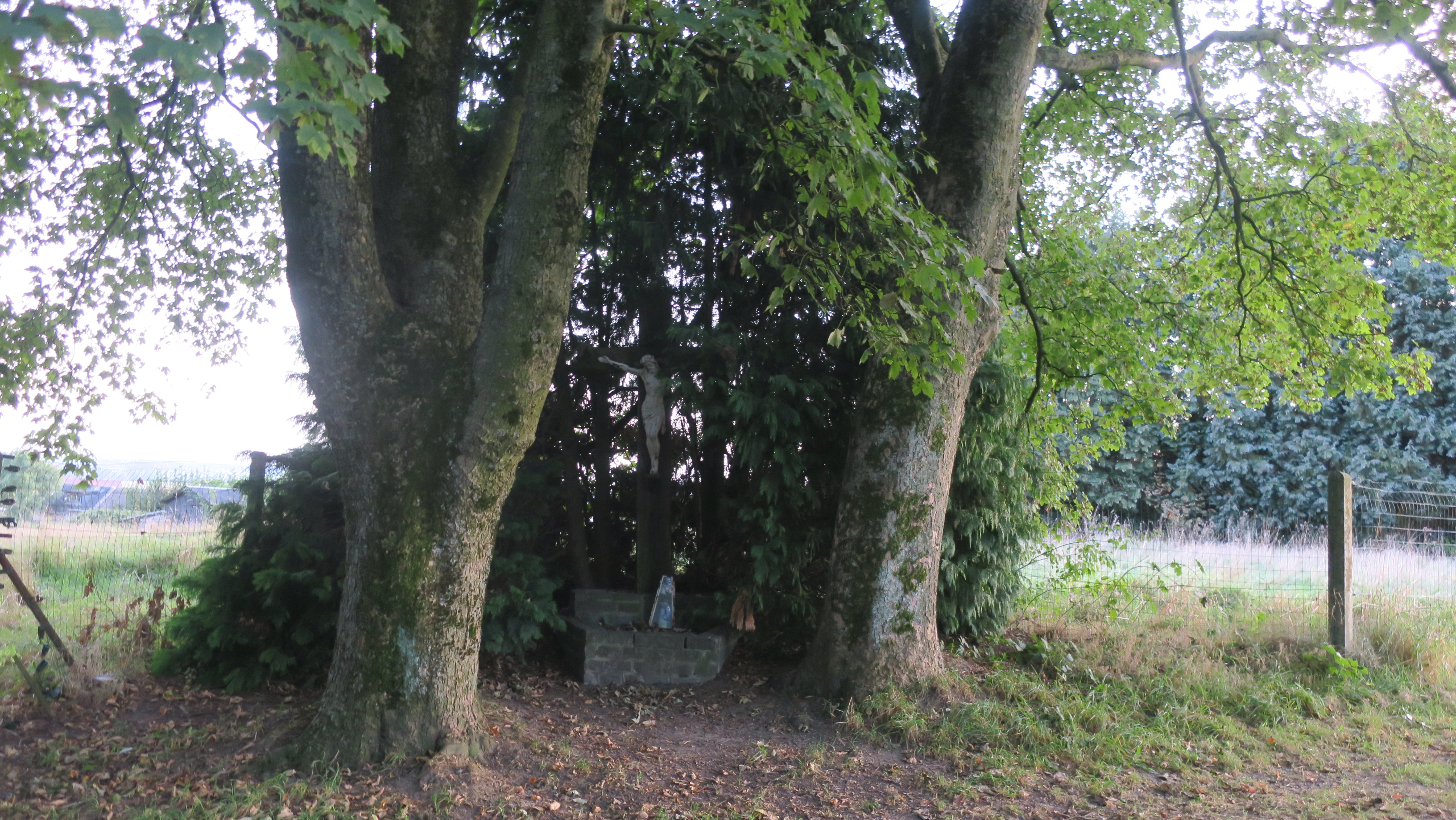
Kruiskensheide